# Флейта Дів'є Бабе
Флейта Дів'є Бабе — археологічна знахідка фрагмента музичного інструменту із кістки печерного ведмедя зі зробленими в ній отворами, яка була знайдена в 1995 в печері Дів'є Бабе, археологічному парку, що знаходиться біля Церкно в північно-західній Словенії. Було висловлене припущення, що її могли зробити неандертальці як форму музичного інструменту, розміщення і відстань між отворами стали причиною, чому цей інструмент назвали «неандертальською флейтою». Словенський археолог Мітя Бродар, однак, стверджує, що її зробили кроманьйонці і це елемент Центрально-європейської орін'яцької культури. Маючи форму флейти, це ймовірно найстаріший відомий світу музичний інструмент. Попри альтернативні гіпотези, у Національному музеї Словенії (Любляна) артефакт представлений як неандертальська флейта.

## Місце і подібні знахідки в Словенії

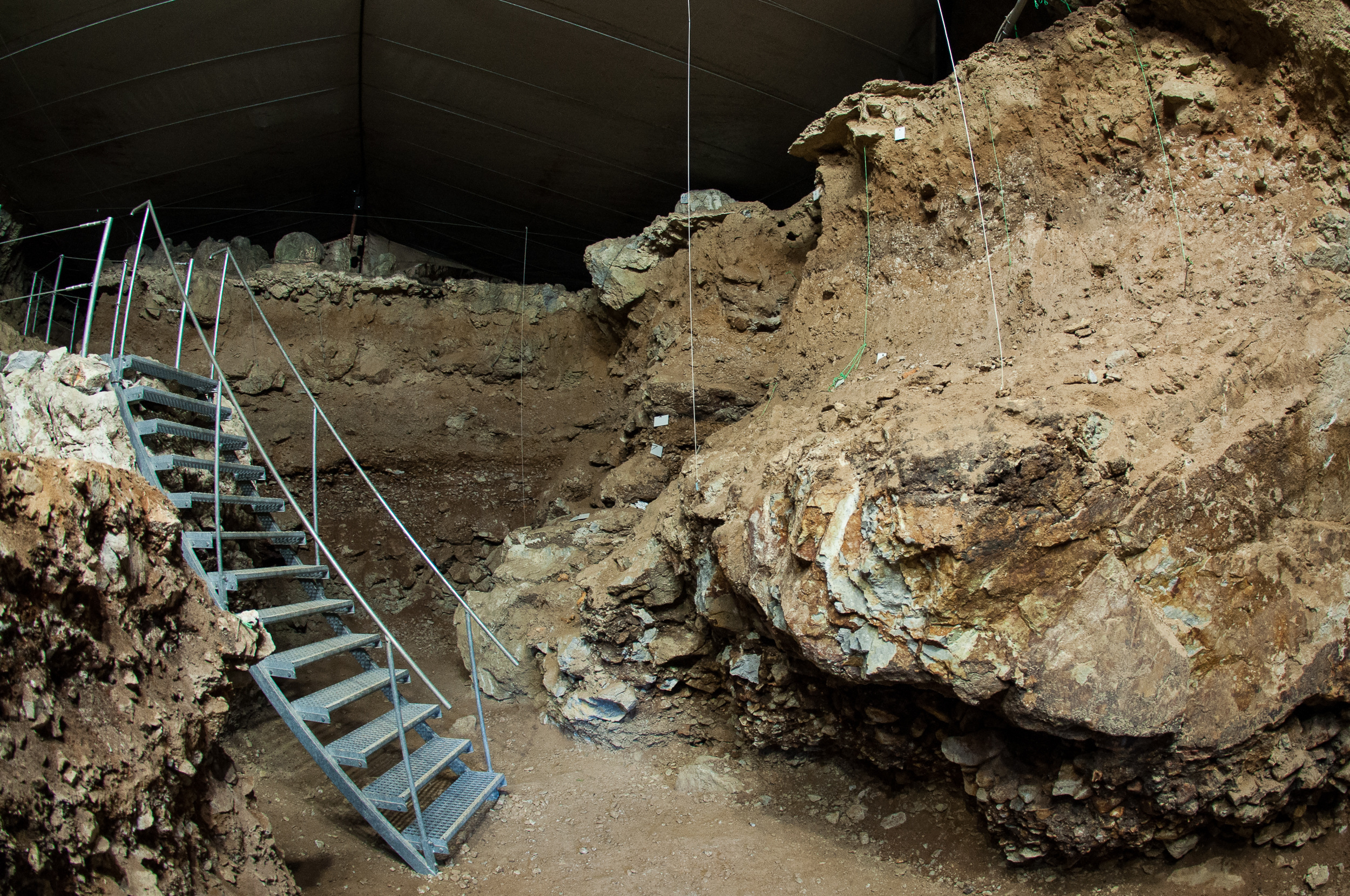
Розкопки в печері Дів'є Бабе

Дів'є Бабе це найстаріший з відомих археологічних пам'ятників в Словенії. Це горизонтальна печера, 45 м в довжину і 15 м в ширину. Вона знаходиться у 230 м вверх річки Ідрійца, біля Cerkno, і є доступною для відвідувачів. Дослідники, що працюють в цьому місці знайшли більше ніж 600 археологічних знахідок принаймні на десяти рівнях, включаючи 20 вогнищ, залишки скелетів печерних ведмедів і вивчили зміни клімати в період плейстоцену. Відповідно до відомостей музею, знайдена флейта відноситься до «кінця середини плейстоцена» і життя неандертальців, що приблизно 55 000 років тому.
В 1920-их і 1930-их роках, археолог Среко Бродар знайшов десятки кісток з отворами в іншому місці, в печері Поток (словен. Potočka zijalka) в східній Караванке, але майже всі знахідки були втрачені під час італійської анексії в період Другої світової війни. Серед тих знахідок, що збереглися найбільш відомою є нижньощелепна кістка печерного ведмедя із трьома отворами в нижньощелепному каналі.

## «Флейта неандертальців»
В 1995, Іван Терк знайшов стегнову кістку печерного ведмедя віком приблизно в 43 100 років в місцевості Дів'є Бабе біля мустьєрського вогнища. Оскільки вона нагадувала флейту він назвав її флейтою неандертальців. Чи є це насправді флейта створена неандертальцями є предметом дискусій. Вона зламана з обох боків, і має два вцілілі отвори і ймовірно неповні залишки отворів на кожному кінці, що свідчить про те що кістка мала чотири або більше отворів до ушкодження. Фрагмент кіски це діафіз лівої стегнової кістки печерного ведмедя віком в один чи два роки і є довжиною в 133,6 мм. Найбільший діаметр двох цілих отворів становить 9,7—9 мм. Відстань між центрами двох отворів 35 мм.
Якщо кістка насправді могла бути флейтою, це може бути свідченням існування музики ще 43 000 років тому. Іван Терк стверджував, що головним питанням є чи ці отвори «штучні» (зроблені людиною) або «природні» (проколи від укусу м'ясоїдної тварини). Іншим важливим питанням походження отворів «флейти», якщо вони штучної природи (рукотворні), на сьогодні, здається немає доступних методів довести, що вони були зроблені 43 000 років тому, або мають більш сучасне походження (що може бути частиною складної «містифікації»).
Кістка стала предметом уваги в Національному музеї Словенії, публікувалася на офіційних вебсайтах Словенії була показана на телебаченні зі зразком мелодії зіграній на глиняній копії і є предметом національної гордості. Були зроблені малюнки, побудовані моделі, а також музиканти такі як професор біології та флейтист Джель Атема грав на ній для публіки.

### Відстань між отворами й розташування
Ймовірність того, що чотири випадкових отвори будуть розташовані в ряд і відповідати пізнаванній музичній гамі є мало ймовірним, як стверджує канадський музикознавець Боб Фінк, який провів аналіз у 2000. відповідаючи на гіпотезу Терка щодо походження від укусу м'ясоїдних тварин, Д'Ерріко (D'Errico) відзначив що ознаки, які були типовими для інших артефактів із кістками, які прожовані тваринами, які він вивчав раніше не мали нічого спільного із рівно розташованими отворами.

### Діатонічна гама
Боб Фінк стверджував в результаті свого дослідження в 1997, що чотири отвори «збігаються із чотирма нотами діатонічної гами» (до, ре, мі, фа), якщо аналізувати відстань цих чотирьох отворів. Відстань між отворами на сучасній діатонічній флейті (мінорної гами) є унікальними, і не рівномірними. У висновку, Фінк сказав, вони як простий відбиток пальця. Отвори кістки з Дів'є Бабе збігаються з цими відстанями дуже близько до послідовності нотних отворів в мінорній гамі.